# Kurnai

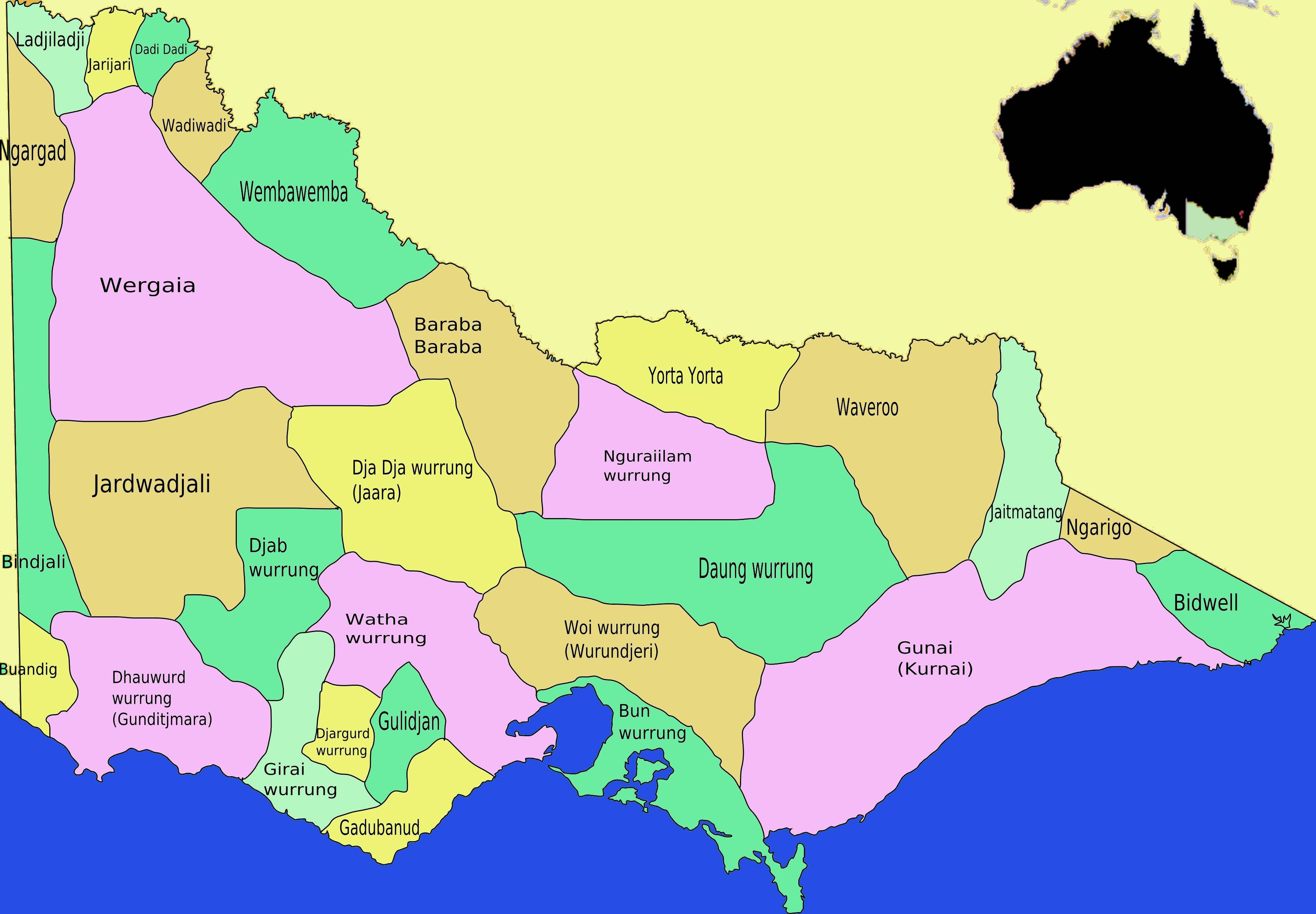
Karte der Aborigines-Sprachen in Victoria

Der Aborigine-Stamm der Kurnai oder Gunai lebte im Südosten Australiens in einem Gebiet, das sich in großen Teilen über Gippsland und über die südlichen Abhänge der Alpen von Victoria erstreckt. Die Kurnai hatten keine freundschaftlichen Beziehungen zu ihren Nachbarn, den Wurundjeri- und Bunurong-Völkern. Viele der Kurnai leisteten ab den 1820er Jahren heftigen Widerstand mit zahlreichen gewaltsamen Konfrontationen gegen die europäische Besiedlung, kämpften aber auch vor allem gegen die Bunurong.

## Clans und Clangebiete
Es gibt fünf Haupt-Clans in folgenden Gebieten:
- Das Gebiet der Bratowooloong liegt in South Gippsland, das sich vom Cape Liptrap und Tarwin Meadow östlich bis zur Mündung des Merriman-Creek und im Inland bis ungefähr Mirboo um Port Albert und Wilsons Promontory erstreckt.
- Der Clan der Brayakuloong hat sein Stammesgebiet um Sale, Providence Ponds, Avon- und Latrobe-River; westlich von Lake Wellington bis Mounts Baw Baw und Howitt.
- Die Brabuwooloong leben im zentralen Gippsland am Mitchell-, Nicholson- und Tambo-River; südlich um Bairnsdale und Bruthen.
- Die Tatungoloong waren nahe dem Lakes Entrance an der Küste, entlang des Ninety Mile Beach und über Lake Victoria und Wellington vom Lakes Entrance südwestlich an der Mündung des Merriman-Creek, auch auf Raymond Island im Lake King.
- Krauatungalung befinden sich in der Nähe des Snowy River, Cape Everard (Point Hicks) bis Lakes Entrance; auf Cann, Brodribb, Buchan und Snowy-River und im Inland der Black Mountain.

Zum Kurnai-Stamm gehörte das Land der Bidawal-Aborigines im Osten um den Cann River und Mallacoota und das der Kulin-Stämme im Westen, wo sich Melbourne befindet. Belegt ist, dass Menschen bereits vor 17.000 Jahren bei Cloggs Cave in der Nähe von Buchan siedelten.
Die Kurnai sprechen unterschiedliche Dialekte nach Region.

## Schöpfungsgeschichte
Es wird erzählt, dass der erste Kurnai von den nordwestlichen Bergen mit einem Kanu auf seinem Kopf kam. Er wurde als Borun bekannt, der Pelikan. Er überquerte den Tribal-River, wo sich die Stadt Sale heute befindet und ging in den Westen nach Tarra Warackel (Port Albert). Während er ging, hörte er andauernd ein Geräusch wie Stepptanz, aber er konnte nicht herausfinden, woher es kam. Am tiefen Wasser setzte Borun sein Kanu ab und entdeckte, zu seiner Überraschung, dass sich darin eine Frau befand. Es war Tuk, die Moschusente. Er war sehr glücklich, sie zu sehen und sie wurde seine Frau und die Mutter der Kurnai-Aborigines.

## Widerstand gegen die europäische Besiedlung
Hauptartikel:→ Gippsland-Massaker
Die Kurnai wehrten sich gegen die europäische Besiedlung ihres Landes und es ist außerordentlich schwierig die Zahl der Getöteten in diesem durch eine Guerillataktik bestimmten Auseinandersetzungen oder die Anzahl der Massaker genau zu ermitteln. Nachgewiesen werden konnte der Tod von etwa 300 Aborigines und nach Schätzungen waren es mehr als 1.000. Eine Auflistung, die Briefe und Tagebücher der Massaker enthält, befindet sich im Museum von Victoria seit 1991: 
Im Jahre 1863 baute der Pastor Friedrich Hagenauer die Rahahyuck-Mission an den Ufern des Avon River bei Lake Wellington auf, um die Kurnai aus West- und Zentral-Gippsland unterzubringen. Die Mission verfolgte das Ziel, die Kurnai von ihren Ritualen und von ihrer Kultur abzubringen; sie zu christianisieren. Sie wurde 1908 geschlossen und die wenigen noch dort wohnenden Menschen wurden an den Lake Tyer gebracht.